# MG Magnette
MG Magnette ist der Name mehrerer Automodelle, die der britische Automobilhersteller MG von 1932 bis 1936 und dann wieder von 1953 bis 1968 anbot.

## 1932–1936

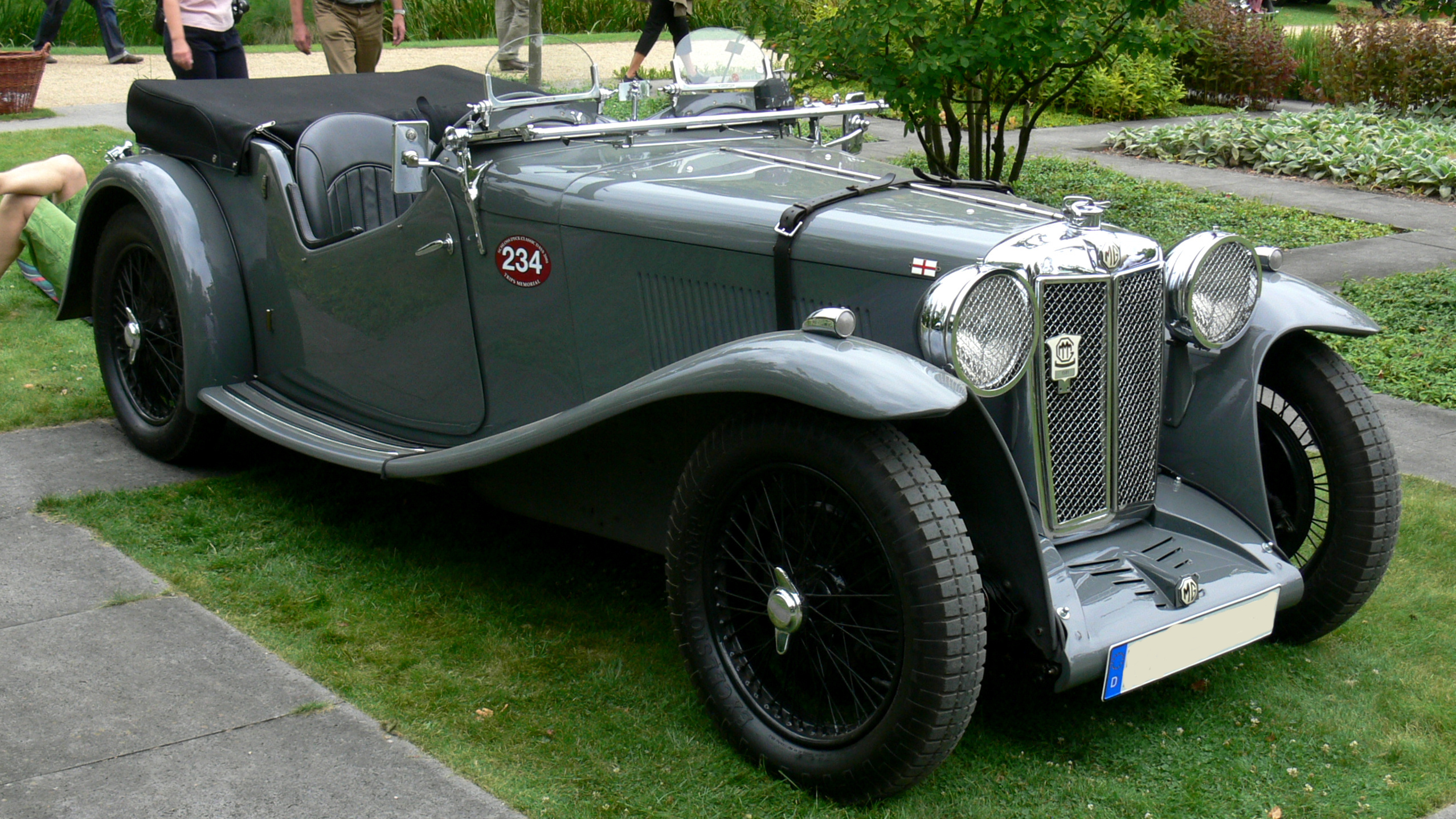
MG Magnette K1 Roadster

Der erste Magnette war ein Tourenwagen, eine zweitürige Limousine oder ein Roadster der unteren Mittelklasse, die MG 1932 herausbrachte.
Der MG K1 Magnette Limousine, Modell a, hat einen Sechszylinder-Reihenmotoren mit 1087 cm³ Hubraum und 39 bhp (29 kW). Die gleichzeitig präsentierten Tourenwagen und Roadster (Modell b) haben 2 bhp mehr (41 bhp / 30 kW). Zusätzlich sind die Limousine und der Roadster als Modell d mit einem größeren Motor (1286 cm³, 48,5 bhp / 35,5 kW) erhältlich.
Der MG K2 Magnette wird parallel dazu als Tourer und Roadster mit dem kleineren Motor (Modell b) und als Limousine und Roadster mit dem größeren Motor (Modell d) angeboten.
Die Modelle K1 und K2 wurden 1935 eingestellt.
1933 kam ein weiterer Roadster, der MG K3 Magnette supercharged dazu. Sein mit Kompressor aufgeladener Sechszylinder-Reihenmotor mit 1087 cm³ Hubraum entwickelt 120 bhp (88 kW). Ein Jahr später war er wieder verschwunden.
1934 lancierte man eine weitere Limousine, den MG KN Magnette. Er hat wieder den größeren Motor mit 1286 cm³, der aber 56 bhp (41 kW) leistet. Auch dieses Fahrzeug wurde nur ein Jahr lang hergestellt.
Im gleichen Jahr erschien der MG NA Magnette als Tourer, Roadster und Coupé. Er ist mit dem Motor des Modells KN ausgestattet und wird bis 1936 hergestellt.
Vom Roadster gibt es nur 1934 ein weiteres Modell, den MG NE Magnette. Sein Motor mit gleichem Hubraum wie die vorgenannten Modelle entwickelt 68 bhp (50 kW).

## 1953–1959

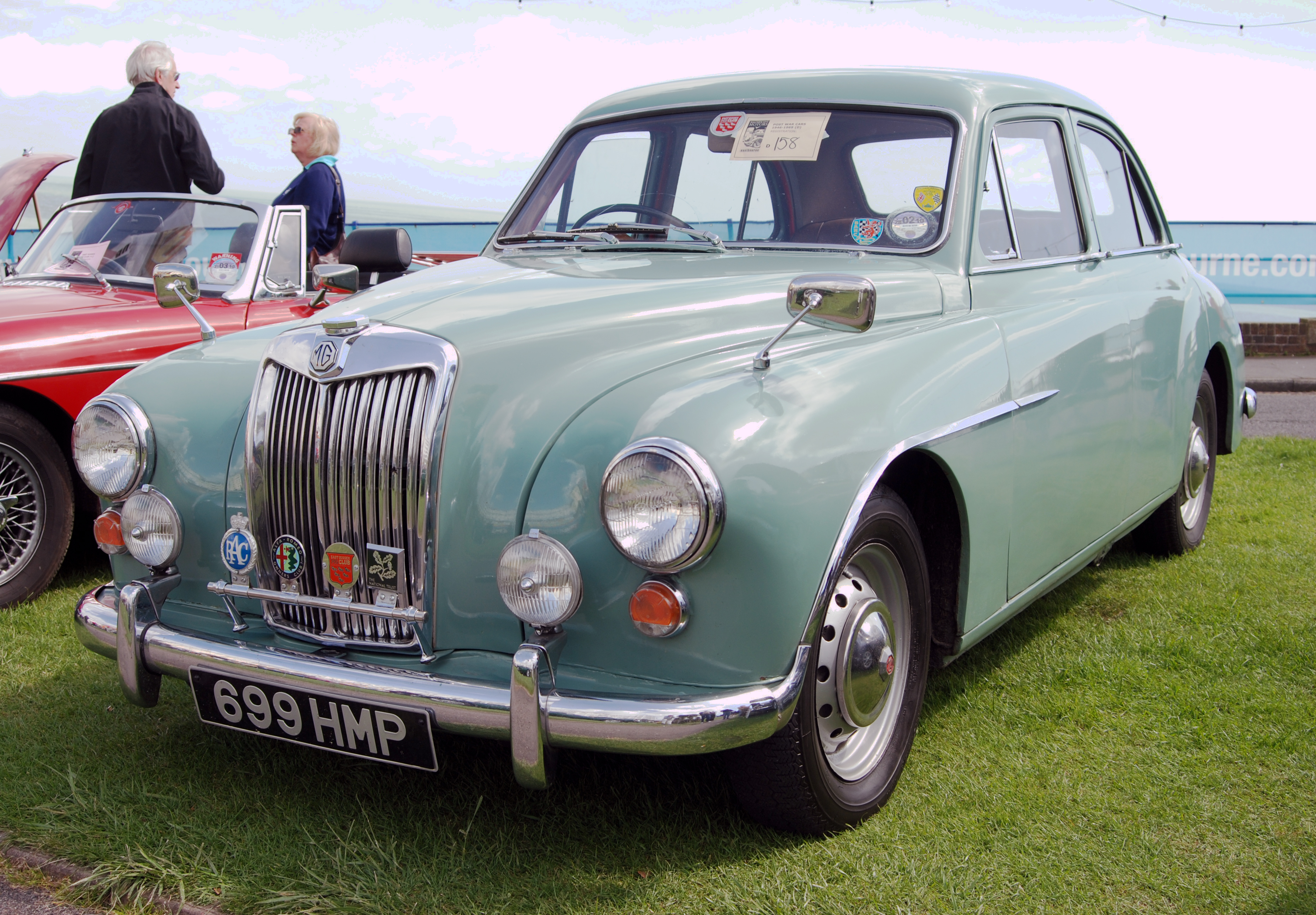
MG Magnette ZA

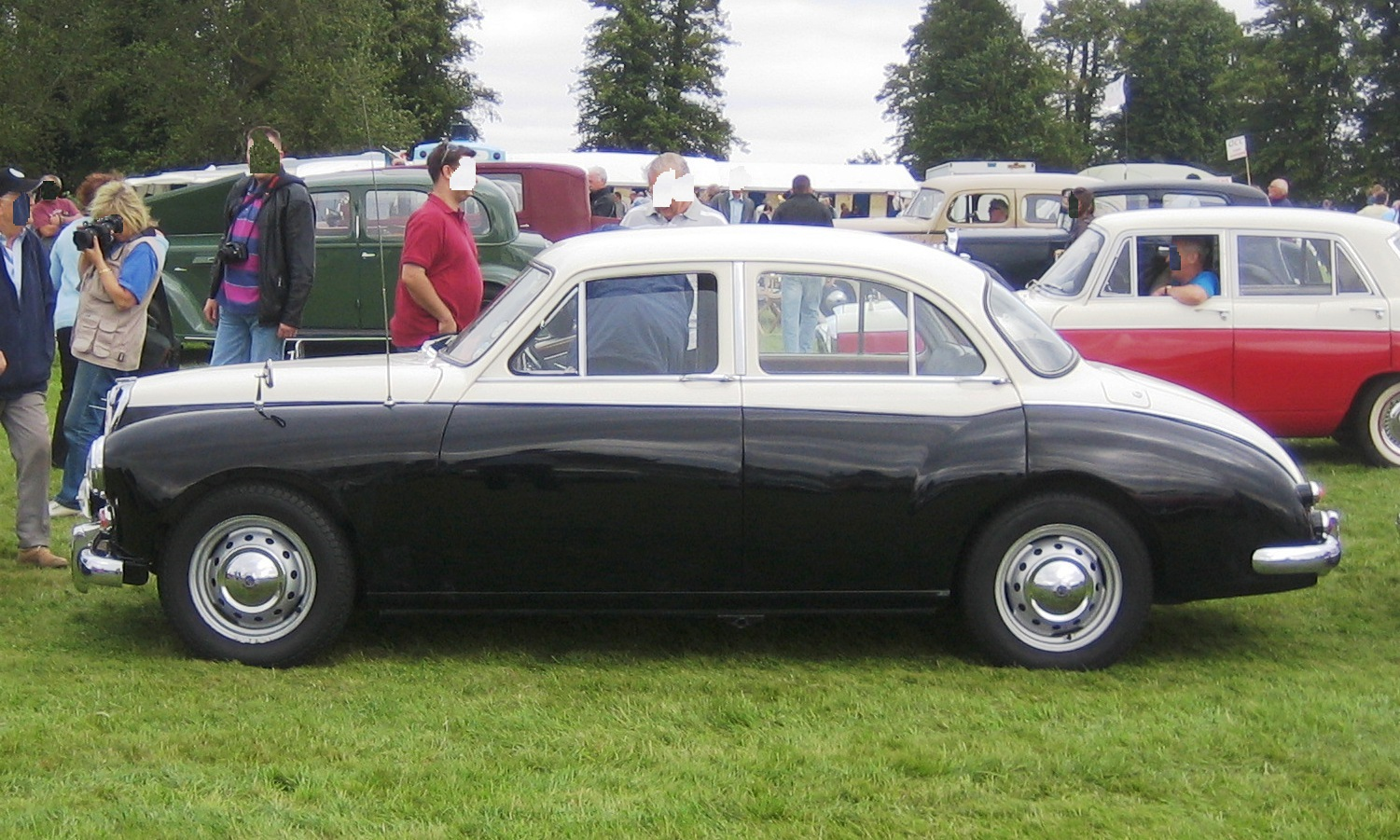
MG Magnette ZB

Der Name Magnette tauchte erst nach dem Zweiten Weltkrieg wieder auf: Ab 1953 wurde mit dem MG Magnette Series ZA eine viertürige Mittelklasselimousine hergestellt. Die Form teilt sich der Magnette mit dem Wolseley 4/44. Obwohl der Magnette auf dem Reißbrett als Erster entsteht, wird zunächst der Wolseley vorgestellt. Angetrieben wird der Magnette von dem neuen Vierzylinder B-Serien-Motor mit einem Hubraum von 1489 cm³, der 60 bhp (44 kW) leistet und den Wagen bis auf 128 km/h beschleunigt. 1956 wird dieses Modell überarbeitet und erscheint als MG Magnette Series ZB, bzw. Wolseley 15/50. Der Motor entwickelt nun 68 bhp (50 kW) und verleiht dem Auto eine Höchstgeschwindigkeit von 132 km/h.

## 1959–1968

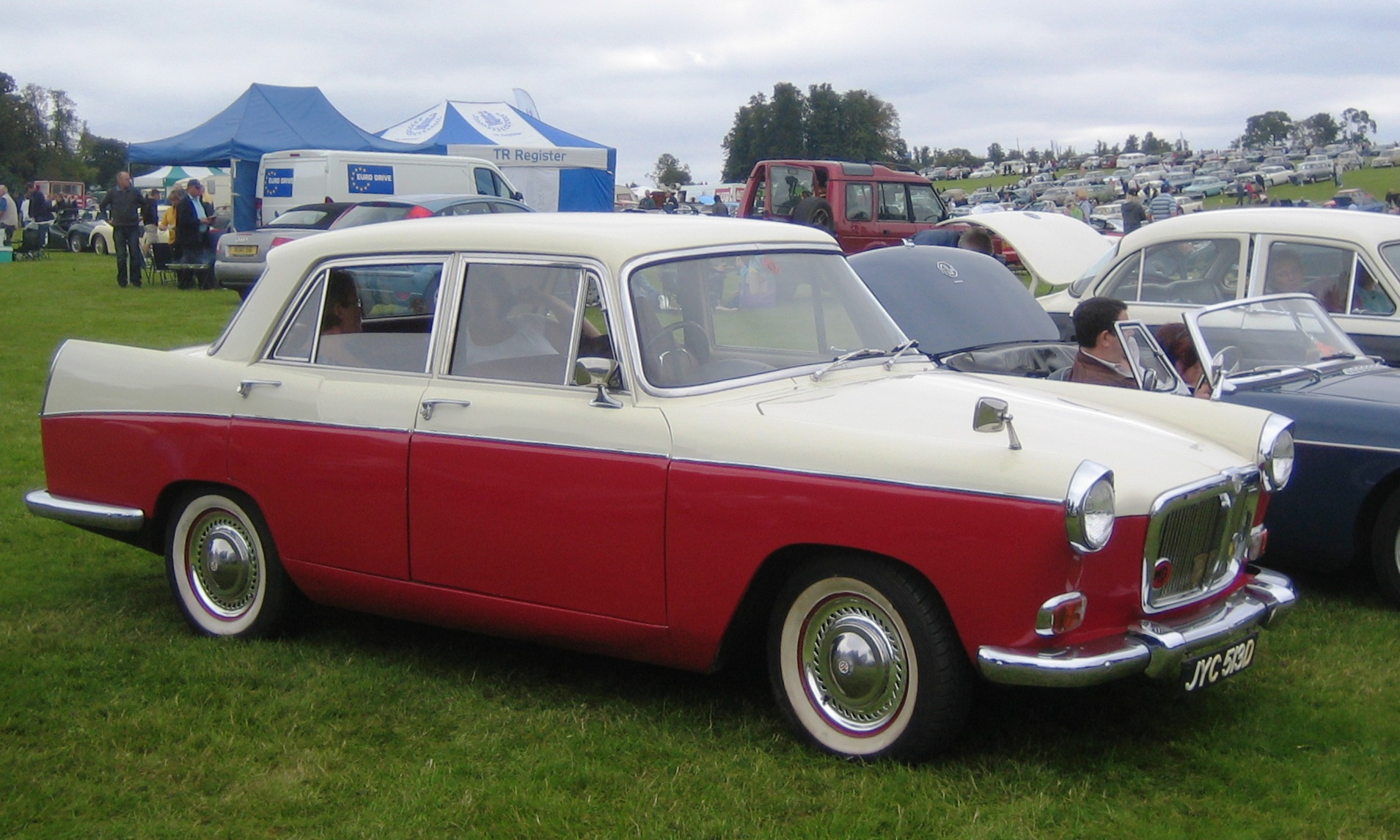
MG Magnette Mk IV ca. 1966

1959 erhielt der MG Magnette Mark III (ADO9) die neue Karosserie des Austin A55 Cambridge. Der Motor leistet nur mehr 66,5 bhp (49 kW); die Höchstgeschwindigkeit beträgt 140 km/h. Ab 1961 steht für den überarbeiteten MG Magnette Mark IV (BMC ADO38) der Vierzylindermotor des Austin A60 mit 1622 cm³ und 68 bhp (50 kW) zur Verfügung.
1968 wurde der Magnette endgültig ohne Nachfolger eingestellt.